# L'avi Berga
L'avi Berga és una escultura de terracota de Miquel Blay i Fàbregas, concretament un bust de Josep Berga i Boix, obra de 1895. Es troba al Museu de la Garrotxa, en dipòsit de l'Escola d'Art i Superior de Disseny d'Olot.
La persona representada és Josep Berga i Boix, mestre, protector i amic de Miquel Blay, al qual es representa amb un barret a l'estil romàntic i amb barba i bigoti. L'escultura va ser propietat de Concepció Berga i Boix.